# Maldanella antarctica
Maldanella antarctica är en ringmaskart som beskrevs av McIntosh 1885. Maldanella antarctica ingår i släktet Maldanella och familjen Maldanidae. Inga underarter finns listade i Catalogue of Life.